# María de Coucy
María de Coucy, nacida hacia 1218 y fallecida en 1285, fue una reina consorte del Reino de Escocia, en tanto que esposa de Alejandro II de Escocia, siendo por lo demás madre del rey Alejandro III de Escocia.

## Orígenes familiares
María de Coucy era hija de Enguerrando III de Coucy, señor de Coucy, y de su tercera esposa, María de Montmirel (hacia 1184-1267).

## Reina de Escocia
El 15 de mayo de 1239 María de Coucy contrajo matrimonio con el rey Alejandro II de Escocia en Roxburgh. El matrimonio entre ambos suponía en realidad el establecimiento de una alianza entre los reyes de Escocia y la familia de los señores de Coucy, que se mantuvo a lo largo de todo el siglo XIII, en la que se intercambiaban soldados (aportados por los Coucy) por dinero (aportado por los escoceses).
El 4 de septiembre de 1241 nació su hijo Alejandro, que sucedió a su padre como rey de Escocia el 8 de julio de 1249, con el nombre de Alejandro III de Escocia.
María enviudó en 1249, con lo que en 1251 María regresó a la Picardía, su tierra natal, aunque volvió a visitar Escocia con cierta frecuencia.

## Segundo matrimonio
María de Coucy contrajo un segundo matrimonio con Juan de Brienne (o Juan de Acre), gran sumiller de Francia, hijo de Juan de Brienne, rey de Jerusalén.
María falleció en 1285.